# Dicynodon
Dicynodon é um gênero de terapsídeo que floresceu durante o período Permiano.